# Mosuso Yama
Mosuso Yama (japanisch もすそ山 ‚Rockberg‘) ist ein 2153 m hoher Hügel mit abgerundetem Gipfel im ostantarktischen Königin-Maud-Land. Im südlichen Teil des Königin-Fabiola-Gebirges ragt er im Südwesten des Mount Gaston de Gerlache auf.
Japanische Wissenschaftler nahmen 1960 seine Vermessung und 1979 die Benennung vor. Sie benannten ihn so, weil eisdurchzogene Moränen am Fuß des Hügels ihn wie einen Rock erscheinen lassen.